# Santana IV
| Recensione    | Giudizio |
| ------------- | -------- |
| AllMusic      |          |
| Rolling Stone |          |

Santana IV è il ventitreesimo album in studio del gruppo latin rock statunitense Santana, pubblicato il 15 aprile 2016.

## Il disco
L'album è stato registrato da Carlos Santana con la formazione storica che lo ha accompagnato nei primi anni settanta, composta da Gregg Rolie, Neal Schon, Mike Carabello e Michael Shrieve. I cinque si sono riuniti per la prima volta dopo circa 45 anni, dai tempi del famoso album Santana III (1971). Si tratta del quarto lavoro inciso con questa formazione, da qui il titolo Santana IV. Hanno collaborato inoltre il percussionista Karl Perazzo e il bassista Benny Rietveld, con la partecipazione speciale del cantante Ronald Isley in due tracce dell'album.

## Tracce
1. Yambu – 3:26 (Santana, Perazzo)
2. Shake It – 4:44 (Schon, Rolie, Carabello, Perazzo)
3. Anywhere You Want to Go – 5:04 (Rolie)
4. Fillmore East – 7:44 (Santana, Schon, Rolie, Shrieve, Carabello, Rietveld, Perazzo)
5. Love Makes the World Go Round (feat. Ronald Isley) – 4:20 (Santana, Nuru Kane, Thierry Fournel)
6. Freedom in Your Mind (feat. Ronald Isley) – 5:29 (Santana, Kenneth Okulolo)
7. Choo Choo – 4:09 (Santana, Igor Len, Schon, Rolie, Carabello)
8. All Aboard – 2:03 (Santana)
9. Sueños – 5:15 (Santana, Rietveld)
10. Caminando – 4:20 (Santana, Schon, Carabello, Perrazo)
11. Blues Magic – 4:25 (Schon, Rolie, Santana)
12. Echizo – 3:53 (Schon, Shrieve)
13. Leave Me Alone – 4:01 (Shrieve, Rolie, Santana)
14. You and I – 4:19 (Rolie)
15. Come as You Are – 4:51 (Schon, Santana, Rolie, Carabello, Perazzo)
16. Forgiveness – 7:22 (Schon, Santana, Rolie, Claus Zundel)

## Formazione

### Gruppo
- Carlos Santana – chitarra, voce
- Neal Schon – chitarra, voce
- Gregg Rolie – organo Hammond, tastiera, voce
- Michael Carabello – congas, percussioni, cori
- Michael Shrieve – batteria
- Benny Rietveld – basso
- Karl Perazzo – timbales, percussioni, voce

### Ospiti
- Ronald Isley – voce (tracce 5 e 6)

## Classifiche
| Classifica (2016)         | Posizione massima |
| ------------------------- | ----------------- |
| Australia                 | 11                |
| Austria                   | 11                |
| Belgio (Fiandre)          | 25                |
| Belgio (Vallonia)         | 11                |
| Canada                    | 16                |
| Finlandia                 | 20                |
| Francia                   | 29                |
| Germania                  | 5                 |
| Italia                    | 11                |
| Norvegia                  | 24                |
| Nuova Zelanda             | 8                 |
| Paesi Bassi               | 7                 |
| Regno Unito               | 4                 |
| Spagna                    | 32                |
| Stati Uniti               | 5                 |
| Stati Uniti (independent) | 1                 |
| Stati Uniti (tastemaker)  | 2                 |
| Svezia                    | 29                |
| Svizzera                  | 7                 |